# Mutunópolis
Mutunópolis este un oraș în Goiás (GO), Brazilia.